# Свищи плаз (хижа)
„Свищи плаз“ е туристическа хижа в Златишко-Тетевенския дял на Стара планина.

## Местоположение
Намира се в близост до град Златица. Разположена е в местността Малка поляна, в югозападното подножие на връх Михаля. На около час и половина разстояние се намира и едноименния връх – Свищи плаз.

## Описание
Представлява масивна триетажна сграда с капацитет 57 места с етажни санитарни възли и бани. Разполага с туристическа кухня и столова. 

## Съседни туристически обекти
- връх Свищи плаз – 1.30 часа
- хижа Кашана – 3.30 часа
- хижа Паскал – 1.30 часа
- хижа Момина поляна – 4.45 часа през седловина Гроба или 3.30 часа край извора Конски кладенец

## Изходни точки
- град Златица, местност Спасово кладенче – 2.45 часа
- град Етрополе – 3.30 часа
- село Ямна – 5 часа